# 宮崎県道18号荒武新富線
宮崎県道18号荒武新富線（みやざきけんどう18ごう あらたけしんとみせん）は、宮崎県西都市から児湯郡新富町に至る県道（主要地方道）である。

## 概要
西都市大字荒武から児湯郡新富町富田南1丁目に至る。

### 路線データ
- 起点：宮崎県西都市大字荒武（茶屋交差点、宮崎県道24号高鍋高岡線交点）
- 終点：宮崎県児湯郡新富町富田南1丁目（富田八幡交差点、宮崎県道306号今別府八幡線交点）
- 総延長：17.8 km

## 歴史
- 1993年（平成5年）5月11日 - 建設省から、県道六野黒生野停車場線・県道下富田西都線が荒武新富線として主要地方道に指定される[1]。
- 1994年（平成6年）4月1日 - 宮崎県告示第413号[2]により路線認定される。

## 路線状況

### 通称
- 米良街道（西都市・旭村入口交差点 - 瀬口交差点）

### 重複区間
- 宮崎県道325号福王寺佐土原線（西都市大字荒武 - 西都市大字都於郡町）

### 道路施設

#### 橋梁
- 瀬口二号橋（児湯郡新富町）
- 新瀬口橋（一ツ瀬川、児湯郡新富町）

## 地理

### 通過する自治体
- 西都市
- 児湯郡新富町

### 交差する道路
| 交差する道路                             | 市町村名 | 市町村名 | 交差する場所 | 交差する場所      |
| ---------------------------------------- | -------- | -------- | ------------ | ----------------- |
| 宮崎県道24号高鍋高岡線                   | 西都市   | 西都市   | 大字荒武     | 茶屋交差点 / 起点 |
| 宮崎県道325号福王寺佐土原線 重複区間起点 | 西都市   | 西都市   | 大字荒武     |                   |
| 宮崎県道325号福王寺佐土原線 重複区間終点 | 西都市   | 西都市   | 大字都於郡町 |                   |
| 宮崎県道320号下三財都於郡町線            | 西都市   | 西都市   | 大字鹿野田   |                   |
| 宮崎県道324号札の元佐土原線              | 西都市   | 西都市   | 大字鹿野田   |                   |
| 国道219号                                | 西都市   | 西都市   | 大字岡富     | 四日市交差点      |
| 宮崎県道312号木城西都線                  | 西都市   | 西都市   | 岡富         |                   |
| 宮崎県道44号宮崎高鍋線                   | 児湯郡   | 新富町   | 大字新田     | 新田新町交差点    |
| 国道10号                                 | 児湯郡   | 新富町   | 富田西2丁目  | 下城元交差点      |
| 宮崎県道306号今別府八幡線                | 児湯郡   | 新富町   | 富田南1丁目  | 富田八幡交差点    |

### 沿線
- 西都市
  - 西都市立都於郡保育所
  - 西都市立都於郡小学校
  - 西都市立都於郡中学校
  - 都於郡郵便局
  - 大安寺
- 児湯郡新富町
  - 新富町役場
  - 新富町役場新田支所
  - 新富町役場西体育館
  - 新富町立新田保育所
  - 新富町立富田小学校
  - 新富町立新田小中学校
  - 新富郵便局
  - 新田郵便局
  - 富田八幡神社
  - 伊倉神社